# Systems Analysis, Modelling, Simulation
Systems Analysis, Modelling, Simulation: A Journal of Mathematical Modelling and Simulation in Systems Analysis ist ein Fachzeitschrift, die Forschungsarbeiten zu mathematisch-statistischen Methoden der Systemanalyse veröffentlicht.
Die Zeitschrift erschien von 1984 bis 2003 monatlich und wurde zu zwei Bänden pro Jahr zusammengefasst. Sie wurde zunächst am Zentralinstitut für Kybernetik und Informationsprozesse der Akademie der Wissenschaften der DDR von Achim Sydow (Berlin) herausgegeben und erschien im Akademie-Verlag. Nach einem zwischenzeitlichen Verlagswechsel zu Gordon & Breach Science Publishers kam die Zeitschrift schließlich zum Verlag Taylor & Francis (London). Bei der Einstellung im Jahr 2003 wurde sie in die seit 1970 beim selben Verlag erscheinende Zeitschrift International Journal of Systems Science  – The Theory and Practice of Mathematical Modelling, Simulation, Optimization and Control in Relation to Biological, Economic, Industrial and Transportation Systems integriert.